# Ekebyholmsskolan
Ekebyholmskolan är en grund- och gymnasiefriskola på kristen grund som ligger vid Ekebyholm utanför Rimbo i Norrtälje kommun i Uppland. 
Skolan bedriver förskola, grundskola, naturvetenskapligt och samhällsvetenskapligt gymnasieprogram och även samhälle med inriktning medier och kommunikation. Vissa år finns även en ettårig bibellinje.
Huvudman för skolan är Adventistsamfundet, och den drivs som ett aktiebolag som är helägt av samfundet.
Skolan serverar endast vegetarisk mat, i Ekebyholms slott, som används som matsal och internat. Slottet, med sina rötter tillbaka till 1600-talet, förvärvades 1932 av  samfundet.